# Príncipe Real de Francia
El Príncipe Real de Francia fue un título nobiliario en Francia, bajo dos períodos de monarquía constitucional ( final del reinado de Luis XVI y la monarquía de julio). El título de "príncipe real" reemplaza al título anterior de Delfín, otorgado a los adultos mayores varones que descendía del rey de Francia desde 1349 hasta 1830.

## Historia
"El heredero aparente llevará el nombre de Príncipe Real. 
Él no puede salir del reino sin un decreto del Cuerpo legislativo 1 y el consentimiento del rey. 
Si se ha ido, y si, después de haber cumplido los dieciocho años, no regresa a Francia después de ser requerido por una proclamación del Cuerpo Legislativo, se supone que ha abdicado el derecho de sucesión al trono. . "
- Artículo 1 de la Sección III (De la Familia del Rey) del Capítulo II (De la Realeza, Regencia y Ministros) de la Constitución del 3 de septiembre de 1791 .
Dando un estatus especial al heredero del trono de Francia en la "familia del Rey", la Constitución del 3 de septiembre de 1791 ignora el precedente título de "delfín" - el sucesor directo en línea masculina rey Francia - abandonándola a favor de la de "príncipe real". Llevado por Luis Carlos de Francia (futuro Luis XVII para los realistas) como hijo de Luis XVI, rey de los franceses, el título es durante la Revolución llevada solo bajo la Monarquía Constitucional.
Bajo la Monarquía de Julio, el título vuelve a ser utilizado por los herederos del rey Luis Felipe I de Francia, también denominado rey de los franceses, para designar el heredero al trono. Sin embargo, como todos los títulos emitidos por el rey en este período, el título de "príncipe real" no aparece en la Carta Constitucional de 1830. El último régimen político para usar el título, la Monarquía de julio, conoció a dos príncipes reales sucesivos: el duque de Orleans (de 1830 a 1842) y su joven hijo, el Conde de París (de 1842 a 1848).

## Lista de príncipes reales
| Monarquía constitucional |  |                                                  |                           |                          |                          |       |
| 1.º                      |  | Luis Carlos de Francia Borbón (1785 - 1795)      | Luis XVI (su padre)       | 14 de septiembre de 1791 | 21 de septiembre de 1792 | [ 1 ] |
| Monarquía de Julio       |  |                                                  |                           |                          |                          |       |
| 2.º                      |  | Fernando Felipe de Orleans Orleans (1810 - 1842) | Luis Felipe I (su padre)  | 14 de agosto de 1830     | 13 de julio de 1842      | [ 2 ] |
| 3.º                      |  | Felipe de Orleans Orleans (1838 - 1894)          | Luis Felipe I (su abuelo) | 13 de julio de 1842      | 24 de febrero de 1848    | [ 3 ] |